# Srnin pinč
Srnin pinč (nemško: Rehpinscher) oziroma pritlikavi pinč (Zwergpinscher) je pasma psa nemškega izvora, nekateri pa ga kličejo kar "srninca". Je najmanjši v družini pinčev, saj obstajata še največji doberman in srednji pinč. Po podobi je enak srednjemu pinču, samo manjši. Pasma je že zelo stara, saj je od dobermana starešji kar 200 let.

## Zunanji izgled
Pritlikavi pinč je visok od 25 do 30 cm in slovi po svoji eleganci ter živahnem pogledu. Dlako ima kratko, gladko in svetlikajočo. Lahko je enobarvna (rjavo rdeča) ali pa večbarvna (črna z rjavimi ožigi). Glava je podolgovata, zobovje močno in belo, oči pa so temne, ovalne in srednje velikosti. Uhlja imata obliko črke V in sta lahko pokončno postavljena ali pa spuščena ob glavi. Hrbet ima čvrst in kratek, noge pa mišičaste in močnih kosti. Šape so okrogle, kremplji temni, blazinice pa trde in močne. 

## Karakter
Srnin pinč je zelo neustrašen, nastopaški in predvsem glasen. Potrebuje veliko človeške družbe, aktivnosti in igranja. Ko se gre za hrano pa zna biti nadležen. Je dober čuvaj, saj je izredno oster do tujcev, do družinskih članov pa zelo prijazen. Ta majhen pes še posebno rad izziva večje in neprimerljivo močnejše od sebe, kar je za lastnika lahko precej neprijetno.